# West Horn
West Horn – góra o wysokości 3537 m n.p.m. na terenie hrabstwa Teton w stanie Wyoming.

## Położenie i okolica
Szczyt znajduje się w paśmie górskim Teton Range w Górach Skalistych. Na jego północnym stoku znajduje się lodowiec górski Falling Ice Glacier. Od północnego zachodu znajduje się szczyt Mount Moran, od wschodu Thor Peak, od południa płynie strumień Leigh Creek, od wschodu znajduje się jezioro Leigh Lake, a od południowego wschodu szczyt East Horn.